# David Joyce
Pour les articles homonymes, voir Joyce.
David Patrick Joyce dit Dave Joyce, né le 17 mars 1957 à Cleveland, est un homme politique américain membre du Parti républicain. Il représente le quatorzième district de l'Ohio à la Chambre des représentants des États-Unis depuis le 3 janvier 2013.